# Ptychozoon horsfieldii
Espèce
Synonymes
- Pteropleura horsfieldii Gray, 1827

Statut de conservation UICN

 LC  : Préoccupation mineure
Ptychozoon horsfieldii est une espèce de geckos de la famille des Gekkonidae.

## Répartition
Cette espèce se rencontre  en Birmanie, en Thaïlande, en Malaisie, à Singapour, au Brunei et en Indonésie.

## Description
C'est un gecko arboricole, nocturne et insectivore.

## Reproduction
Les œufs incubent environ deux mois entre 25 et 28 °C.

## Étymologie
Cette espèce est nommée en l'honneur de Thomas Horsfield.

## Publication originale
- Gray, 1827 : A Synopsis of the Genera of Saurian Reptiles in which some new Genera are indicated, and the others reviewed by actual Examination. The Philosophical Magazine or Annals of Chemistry, Mathematics, Astronomy, Natural History and General Science, vol. 2, n. 7, p. 54-58 (texte intégral).